# Cinquième conférence ministérielle de l'Organisation mondiale du commerce
La cinquième conférence ministérielle de l’Organisation mondiale du commerce s'est déroulée du 10 au 14 septembre 2003 à Cancún, dans le sud-est du Mexique.
Elle visait essentiellement à faire le bilan de l'avancement des négociations et des autres travaux requis par le cycle de Doha. Elle n'a cependant pu obtenir aucun résultat tangible et elle s'est close sur un constat d'échec,. Cet échec est lié notamment à des différends sur les questions des biens agricoles, en particulier du coton, ainsi que sur la question dite de Singapour, à savoir sur les marchés publics, la concurrence et la protection des investisseurs,. La conférence conclut même que les questions dites de Singapour, sur les marchés publics, la concurrence et la protection des investissements ne seront plus abordées par la suite lors du cycle de Doha.

## Contexte

### Conférence de Dhaka
Dans la perspective de la conférence de Cancun, les pays les moins avancés (PMA) se sont réunis à Dacca, au Bangladesh. Ayant examiné les résultats de la 4e conférence ministérielle de l'Organisation mondiale du commerce (OMC) à Doha, en 2001, et l'état des négociations engagées à la suite de cette conférence, ils ont adopté, le 2 juin 2003, une « Déclaration de Dhaka » qui constitue leur position en vue de la conférence de Cancun.
Les pays les moins avancés ont exprimé leur inquiétude devant l'incapacité de l'OMC de respecter les échéances prévues dans le programme de négociations arrêté à Doha, en particulier celles qui ont trait aux dossiers qui doivent donner du contenu à la dimension « développement » au cycle de Doha. Ils ont dit leur déception devant le peu de progrès accomplis en ce qui concerne les engagements pris à leur égard lors des conférences de Marrakech (1994), Singapour (1996), Genève (1998).
Enfin, après voir indiqué leur préoccupation devant l'échec de la mise en œuvre de la « Déclaration de Doha sur les droits de propriété intellectuelle et la santé publique », les pays les moins avancés ont constaté l'absence de progrès en matière de dispositions relatives au traitement spécial et différencié qui doivent prendre en compte leurs spécificités.

### Blocs
Peu avant la conférence de Cancún, l'Union européenne, le Canada et les États-Unis se sont mis d'accord sur une proposition commune. À la suite de cette proposition, un groupe de pays en développement appelé G22, réunissant notamment le Brésil, la Chine, l'Inde, le Mexique, l'Afrique du Sud, propose une contre-proposition demandant une réduction bien plus importantes des subventions à l'agriculture notamment des pays développés,. Et un autre groupe de pays en développement, notamment de pays africains et caribéen, propose lui une moindre réduction des droits de douane en général que les 2 autres propositions.

## Manifestation et contre sommet
Les altermondialistes ont débattu de ce sommet notamment lors du rassemblement Larzac 2003. Bien que le contre-sommet à Cancún fut lui-même marqué par la grande division des protestataires, les formes de mobilisations promues par les Coréens et une partie des jeunes lors du 13 septembre ont fait vivre à Cancún l'une des plus extraordinaires mobilisations altermondialistes, endeuillée par le suicide de Lee Kyung-hae, fermier sud-coréen et porte-parole d'agriculteurs.